# Sito archeologico di Palazzo Maldura
Il Sito archeologico di Palazzo Maldura è stato scoperto nel centro cittadino di Padova nel Veneto, e si riferisce all'epoca romana compresa tra il I secolo a.C. e il II secolo d.C. .

## Storia
L'area della città di Padova che attualmente è conosciuta con il nome del Palazzo è stata a lungo attraversata dal canale Bovetta, anche detto Bovetta San Leonardo. Il canale era stato aperto nel 1236 e poi fu ricoperto nel 1894. L'attuale cortile ne era attraversato circa alla sua metà. L'area è stata per secoli, durante il Medioevo e in epoca moderna, una zona artigianale le cui attività avevano modo di sfruttare la ricchezza e abbondanza delle acque.
Il sito ospitava edifici costruiti a partire dal XIV fino al XIX secolo. Gli scavi “d'emergenza” del 1996 permisero di rinvenire sepolture di età romana, identificate come facenti parte della necropoli settentrionale del municipio di Patavium  (l'attuale Padova), che era una delle tre principali necropoli della città romana.
La sistemazione attuale del sito, dovuta all'ingegner G. Carli e all'architetto G. Moschino, di Padova, prevede un'ampia copertura di m 5 x 5, che protegge lo scavo, ma soprattutto una restituzione grafica della necropoli, con monumenti, iscrizioni, figure umane che si aggirano tra le tombe. Si tratta di una ricostruzione largamente ipotetica, ma molto suggestiva, che permette al visitatore di comprendere la funzione di strutture murarie conservate solo parzialmente, per lo più come fondazioni e basamenti, e di visualizzare gli spazi e i fruitori dell'antica necropoli. 
Nel sito sono state individuate due fasi: una più antica, del I sec. a.C., e una più recente del I-II sec. d.C. La fase di I sec. a.C. ha restituito un'urna funeraria con coperchio in ceramica grigia, i resti di un muretto, resti di un recinto che delimita lo spazio riservato alle tombe di una famiglia. Le vestigia di questa fase sono mal conservate e meno visibili di quelle della fase successiva.
La seconda fase, meglio conservata, ha rivelato un muro di mattoni legati a malta; si conservano tre lati ben visibili, mentre il quarto lato, a ovest, è andato perduto a causa dell'erosione dovuta al canale Bovetta. Il lato est, l'unico completo, misura m 4,80. Ben visibile è la fondazione quadrata per la base di un monumento funerario, che misura m 2,20 x 1,70. I resti del corredo funerario qui rinvenuto, tra cui un'urna, sono ben illustrati nel pannello esplicativo che accoglie il visitatore del sito. Questo tipo di sepoltura, costituito da uno spazio delimitato da un basso muretto, che racchiude al suo interno un monumento funerario, è particolarmente diffuso in area veneta e friulana, e si data ai primi decenni del I sec. d.C. Ben conservata è l'urna di pietra, a forma di parallelepipedo. All'interno dell'urna era intatto il corredo funebre, che comprende anche una moneta (asse) dell'epoca dell'imperatore Tiberio (14-37 d.C.).
Un ulteriore elemento ben visibile nella sistemazione attuale è il cippo in trachite, esterno al muro del recinto, che segna la separazione tra due aree funerarie contigue. Nell'area oltre il cippo, oggi non visibile, sono state rinvenute sepolture di un adulto e due bambini (lettere L-O), accompagnate anche in questo caso da una moneta di Tiberio (14-37 d.C.), che offre un aggancio sicuro per la cronologia. 